# Tidarren scenicum
Tidarren scenicum es una especie de araña araneomorfa del género Tidarren, familia Theridiidae. Fue descrita científicamente por Thorell en 1899.
Habita en Camerún, Guinea-Bisáu, Costa de Marfil y Sudáfrica.